# Antonio Rukavina
Antonio Rukavina, (cyr. Антонио Рукавина; ur. 26 stycznia 1984 w Belgradzie) – serbski piłkarz występujący na pozycji prawego obrońcy w kazachskim klubie FK Astana oraz w reprezentacji Serbii.

## Życiorys

### Kariera klubowa
W czasach juniorskich trenował w FK Bežanija, którego jest wychowankiem. W 2002 roku dołączył do seniorskiego zespołu tego klubu. 1 stycznia 2017 został piłkarzem FK Partizan. Pierwszy mecz ligowy w jego barwach rozegrał 24 lutego 2007 przeciwko FK Crvena zvezda (4:2 dla Partizana). Wraz z Partizanem w sezonie 2007/2008 zdobył mistrzostwo Serbii. 4 stycznia 2008 odszedł za 2,3 miliona euro do niemieckiej Borussii Dortmund. W Bundeslidze zadebiutował 2 lutego 2008 w zremisowanym 3:3 spotkaniu z MSV Duisburg. Od 2 lutego do 30 czerwca 2009 przebywał na wypożyczeniu w TSV 1860 Monachium, po czym został wykupiony przez ten klub za 1,5 miliona euro na zasadzie transferu definitywnego. Transfer objął także przenosiny Svena Bendera do Dortmundu. Dla TSV Monachium Rukavina w latach 2009–2012 rozegrał w sumie 112 meczów w 2. Bundeslidze. 20 lipca 2012 został piłkarzem hiszpańskiego Realu Valladolid. W Primera División po raz pierwszy zagrał 20 sierpnia 2012 przeciwko Realowi Saragossa. 8 lipca 2014 odszedł do Villarrealu CF.

### Kariera reprezentacyjna
W latach 2006–2007 grał w reprezentacji do lat 21. Wraz z nią wystąpił w 2007 roku na Mistrzostwach Europy, na których Serbia zajęła 2. miejsce. W seniorskiej reprezentacji zadebiutował 2 czerwca 2007 w wygranym 2:0 meczu z Finlandią w ramach eliminacji do Euro 2008. W 2010 i 2018 był powołany na mistrzostwa świata.